# Паула Зан
Паула Ен Зан ([zɑːn]; нар.24 лютого 1956) — американська журналістка та інформатистка, яка була ведучою в ABC News, CBS News, Fox News та CNN. Наразі вона випускає документальний серіал «Про випадок із Полою Зан» на телеканалі «Investigation Discovery».

## Раннє життя та кар'єра
Зан народилася в Омасі, штат Небраска, у сім"ї вчительки / митця та батька — менеджера з продажу IBM. Спочатку вона виростала в Кантоні, штат Огайо, з батьками та трьома братами. Сім'я переїхала в Напервілл, штат Іллінойс, оскільки робота її батька вимагала від них частих переїздів. Одного разу вона пожартувала, що «IBM» насправді виступає за «я переїхав». Вона відвідувала у Вашингтоні неповну середню школу в Naperville, закінчила Naperville Центральної середньої школи в 1974 році. Зан також брала участь у кількох конкурсах краси, у півфіналі конкурсу « Міс-підліток Америки» 1973 року. Вона продовжила освіту в стипендіальному коледжі в Колумбії, штат Міссурі, хдобувши стипендію для віолончелі, отримала знання про новинний бізнес, працюючи стажистом у WBBM-TV у Чикаго, штат Іллінойс. В 1978 році набула ступень бакалавра з журналістики. Наступні 10 років вона працювала на місцевих станціях по всій країні, включаючи WFAA-телебачення в Далласі, Техас, KFMB-TV у Сан-Дієго, Каліфорнія, KPRC-TV у Х'юстоні, Техас, WHDH-TV (тоді WNEV) у Бостоні, Штат Массачусетс і KCBS-TV у Лос-Анджелесі, Каліфорнія.

## Національна кар'єра
У 1987 році Зан прийняла пропозицію працювати в ABC News, спочатку підтримуючи «Шоу здоров'я», програму вихідного дня з питань охорони здоров'я та медичних питань. Протягом декількох місяців вона співпрацювала з Ранковими Всесвітніми новинами, мережею раннього ранкового випуску новин, а також прив'язувала сегменти новин з передачею «Добрий ранок, Америко», а також заміняла колегу Джоан Лунден.

### CBS
У 1990 році Зан запропонували роботу в CBS News, яку вона розпочала 26 лютого 1990 року, співпрацюючи в CBS у ранкових передачах з Гаррі Смітом . За цей час вона допомагала висвітлювати зимові Олімпійські ігри 1992 року в Альбервіль, Франція, з Тімом Маккарвером та Зимові Олімпійські ігри 1994 року в Ліллехаммері, Норвегія, а також висвітлювала облогу Вако . І вона, і Сміт пішли з каналу після змін, які відбулися в ранковому шоу в 1996 році. 14 червня 1996 року був лстаннім робочим днем там. Потім Зан продовжувала працювати ведучою суботнього видання Вечірні новини CBS, а також на підмінах Дана Раттера протягом тижня, надсилала звіти за 48 годин у « Громадське око з Брайаном Гумбелем» та « CBS News» у недільний ранок.

### Телеканал Fox News
У 1999 році, через дев'ять років роботи в CBS News, Зан перейшла працювати у світ новин про кабельне телебачення, приєднавшись до телеканалу Fox News (FNC), де вона співпрацює з Fox Report, щомісячною новинною мережею. Через кілька місяців вона запустила свою власну програму новин у прайм-тайм «Край з Полою Зан». Через два роки FNC виявила, що вона веде переговори з CNN щодо можливого переїзду туди, і звільнила її за те, що, як вони стверджували, вона порушила контракт.

### CNN
Зан розпочала свою роботу в CNN 11 вересня 2001 року, приєднавшись до Аарона Брауна, висвітлюючи терористичні атаки цього дня, як її реакцію на події, свідком яких вона стала. Незважаючи на те, що програма CNN ще була в стадії розробки, вона розпочала чергову ранкову зміну новин на наступний день. До січня запустила свою ранкову новинну програму CNN — « Американський ранок» з Полою Зан.

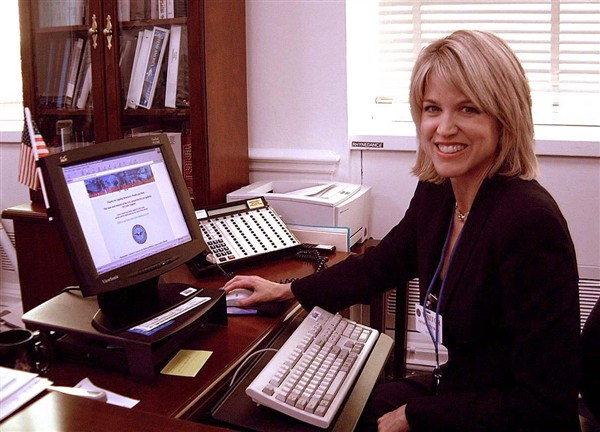
Зан у 2002 році

У 2003 році, під час війни в Іраку, Зан повернувся в прайм-тайм, влаштувавши двогодинну програму під назвою « Live from the Headlines», й запропонувала постійне висвітлення війни та інших подій. До початку літа Андерсон Купер взяв на себе першу частини з двох годин, а до вересня відбулася прем'єра її шоу, Паула Зан Зараз.
24 липня 2007 року вона заявила про відставку з CNN. Фінальна трансляція передачі Паула Зан Зараз вийшла в ефір 2 серпня 2007 року. Повідомлення надійшло раніше, ніж через день після того, як CNN найняла Кемпбела Брауна, колишнього співвласника « Уїкенду сьогодні». Спочатку запрошені господарі по суті продовжували програму Зан під назвою « Out in the Open» . Пізніше це було замінено висвітленням виборчої кампанії та, зрештою, програми Брауна, Кемпбел Браун: Ні упередженості, ні бика.
Згідно із прощальним листом Зан, який було написано співробітникам CNN, вона заявила, що «я планую зробити перерву між роботами та затамувати подих, перш ніж взяти на себе наступну роль». В інтерв'ю New York Times, яке було проведено одразу після того, як повідомлення про її відставку було оголошено, Зан сказала Жаку Штейнбергу, що «вона не мала поняття, що вона робитиме далі».

### WNET
9 листопада 2008 р. Зан стала новим співучасником SundayArts на нью-йоркських станціях PBS WNET та WLIW. Програма, яка охоплює сцену образотворчого мистецтва в Нью-Йорку, зараз називається NYC-ARTS та виходить ввечері в четвер.

### Розвідка розслідування
9 січня 2009 року Discovery Communications оголосив, що Зан разом з партнерами-виробниками Скоттом Вайнбергером та Скоттом Стернбергом уклали угоду про розробку документальної серії про злочин . Прем'єра Про справу з Паулою Зан відбулася 18 жовтня 2009 року на кабельному каналі " Слідство Діскавері ".

### PBS
У день Нового року 2011 року Зан започаткувала показ антологічного серіалу " Великі виступи на PBS " " Відень: святкування Нового року ".

## Особисте життя
Зан має трьох дітей разом із Річардом Коеном, розробником нерухомості в Нью-Йорку. Коен єврей, і вони виховуапли дітей у його вірі.
Пара була в новинах в 2004 році, коли гніздо, добре розрекламоване червоним яструбом Pale Male було видалене з їх Манхеттенської кооперативної будівлі. Коен, президент правління кооперативу, це підтримав; у 2001 році Зан схвально розповіла про яструба та його звичку годувати щурів та голубів.
У квітні 2007 року Зан оголосила, що розлучається з Коеном після 20 років шлюбу. Новини були скандалізовані у таблоїдних плітках, де, як стверджувалося, розлучення було результатом афери, про яку ходили чутки з Поном Фрібургом . Однак ці чутки та звинувачення ніколи не були обґрунтовані поза межами таблоїдних ЗМІ. Того ж року Зан подала позов проти Коена, стверджуючи, що він неправильно керував упродовж 20 років своїми заробітками. Позов було відхилено судом штату Нью-Йорк, який постановив, що «це не комерційна справа, скоріше це шлюбний спір, замаскований під комерційний спір».
Як віолончеліст, Зан грала у Карнегі Холл у травні 1992 року з оркестром New York Pops . Вона також є почесним членом правління Фонду досліджень множинної мієломи, була активною прихильницею питань обізнаності про рак в цілому та раку молочної залози зокрема.
У травні 2003 р. Зан отримала почесний ступінь у Доулінг-коледжі Окдейла, Нью-Йорк .